# 国際観測所
国際観測所（こくさいかんそくしょ）とは、各国の天文台や天体観測施設が集まっている地域、あるいは国際協力によって建設された天文台、天体観測施設を指す。

## 概要
地球には大気圏があること、また人工光や人工電波を発生させる人間活動があることなどから、地上は精密な天体観測を行うためには非常に良い環境とは言いがたい状況にある。しかしながら、インフラやライフライン環境の整備された高地や砂漠などならば、良好な観測条件が期待できるため、限られた地域等を選んで観測施設が設けられることがある。このような観測所を国際観測所、もしくは国際天文台と呼ぶ。

## 国際観測所（天文台）の例
- マウナケア天文台群（領域管理は、アメリカ合衆国ハワイ州政府）
- アタカマ大型ミリ波サブミリ波干渉計（領域管理は、チリ共和国）

ヨーロッパ諸国が南米にて展開しているヨーロッパ南天天文台（略称：ESO）も国際観測所と言える。

## 国際観測所におけるプロジェクト
国際観測所においては、大型の観測装置群が集結しているため、様々な波長で同時に特定の現象を観測することが可能である。例えば、アメリカ航空宇宙局のディープ・インパクト (探査機)が彗星の核へ衝突する時の閃光を捉えるための観測が行われた。また、マウナケア天文台群の光学望遠鏡を光ファイバーで結び、口径800mの望遠鏡に相当する解像力を得ようとするOHANA計画の検討が進められている。